# Seravezza
Seravezza è un comune italiano di 12 297 abitanti della provincia di Lucca in Toscana.

## Geografia fisica

### Territorio
Seravezza fa parte della Versilia storica, unitamente ai comuni di: Forte dei Marmi, Stazzema e Pietrasanta. Il suo territorio presenta una morfologia piuttosto varia: a est vi sono i rilievi delle Alpi Apuane; più ad ovest si trova la zona pedemontana comprendente le frazioni di Basati e Azzano. Il capoluogo Seravezza si trova incuneato in una piccola valle percorsa da due torrenti, il Serra ed il Vezza, discendenti dalle Alpi Apuane: unendosi, danno vita al fiume Versilia. 
Nel comune insistono alcune cave di marmo, criticate dal movimento No Cav. Marmo che costituisce comunque la principale attività economica del territorio del comune.
- Classificazione sismica: zona 3 (sismicità bassa), Ordinanza PCM 3274 del 20/03/2003

### Clima
- Classificazione climatica: zona D, 1493 GR/G
- Diffusività atmosferica: bassa, Ibimet CNR 2002

## Origini del nome
L'origine del nome Seravezza non deriva, come si potrebbe pensare, dal nome dei due fiumi che la attraversano (Serra e Vezza). È vero l'esatto contrario: è il paese che dà il nome ai due torrenti. 

Il nome Seravezza deriva invece dal toponimo longobardo Sala Vetitia, che indicava un centro di scambi commerciali.
Nonostante questa evidenza storica, l'errore sovente permane, al punto che numerose volte, specialmente sulla carta stampata, troviamo scritto "Serravezza", invece di "Seravezza".

## Storia
Nel Medioevo la storia del comune di Seravezza fu caratterizzata dalle vicende delle famiglie dei Corvaia e dei Vallecchia (un illustre membro fu Guido) e dalle guerre contro la nobiltà lucchese. Nel territorio esistevano i due comuni della Cappella e di Pietrasanta, mentre solo nel 1515 Seravezza si costituì in libero comune.
In quegli anni si sviluppò l'attività estrattiva, che continuò fino al XVIII secolo, entrando in crisi dalla metà del secolo fino al 1820-1840.
Durante la seconda guerra mondiale, nel periodo dell'occupazione tedesca e della Repubblica Sociale Italiana, giunse a Seravezza in cerca di rifugio la famiglie ebrea livornese dei Levi-Bardavid (7 persone, inclusi 4 bambini). Furono tutti arrestati il 17 dicembre 1943 da repubblichini e condotti alla morte ad Auschwitz. Fu uno dei nuclei più consistenti di ebrei arrestati nella provincia di Lucca.
Dall'agosto 1944 all'aprile 1945 Seravezza fu attraversata dalla Linea Gotica e subì pesanti distruzioni. Il paese fu liberato dalle truppe Alleate il 5 aprile 1945.
Altri danni furono causati dall'alluvione del fiume Versilia del 19 giugno 1996.

### Simboli
Lo stemma e il gonfalone sono stati concessi con decreto del presidente della Repubblica del 14 maggio 1976.
Stemma
Luigi Passerini, in Le armi dei municipj toscani del 1864, ritiene che nello stemma siano rappresentate le ricchezze locali, ovvero il marmo e le acque, con i torrenti Ruosina e Rimagno (chiamati anche "Serra" e "Vezza") che scorrono tra le rocce per unirsi in un unico letto d'acqua; con la rosa, simbolo di "vezzo" e di bellezza, costituirebbe un'arma parlante.
Gonfalone

## Monumenti e luoghi d'interesse

### Architetture religiose
- Pieve di San Martino alla Cappella
- Chiesa dei Santi Lorenzo e Barbara
- Oratorio della Santissima Annunziata
- Chiesa di Sant'Ansano a Basati
- Chiesa dei Santi Leonardo e Guido a Pozzi
- Chiesa di Santa Maria Lauretana a Querceta
- Chiesa di Sant'Antonio abate a Ripa
- Chiesa dei Santi Paolo e Antonio a Ruosina

### Architetture civili
La città ospita la Villa Medicea di Seravezza (costruita nel 1560), residenza estiva della famiglia dei Medici, divenuta dopo l'unità d'Italia sede municipale fino al 1966 ed oggi sede del Museo del Lavoro e delle Tradizioni Popolari della Versilia Storica, della biblioteca comunale, dell'archivio storico e di esposizioni di arte moderna e contemporanea, nonché le annesse Scuderie Granducali, recentemente ristrutturate dopo anni di abbandono, e anch'esse sede di esposizioni e convegni.
Il 23 giugno 2013 la XXXVII Sessione del Comitato per il Patrimonio dell'Umanità a Phnom Penh ha iscritto la Villa Medicea di Seravezza, unitamente alle altre ville e giardini medicei in Toscana nella lista dei siti UNESCO come 49° bene in Italia.

## Società

### Evoluzione demografica

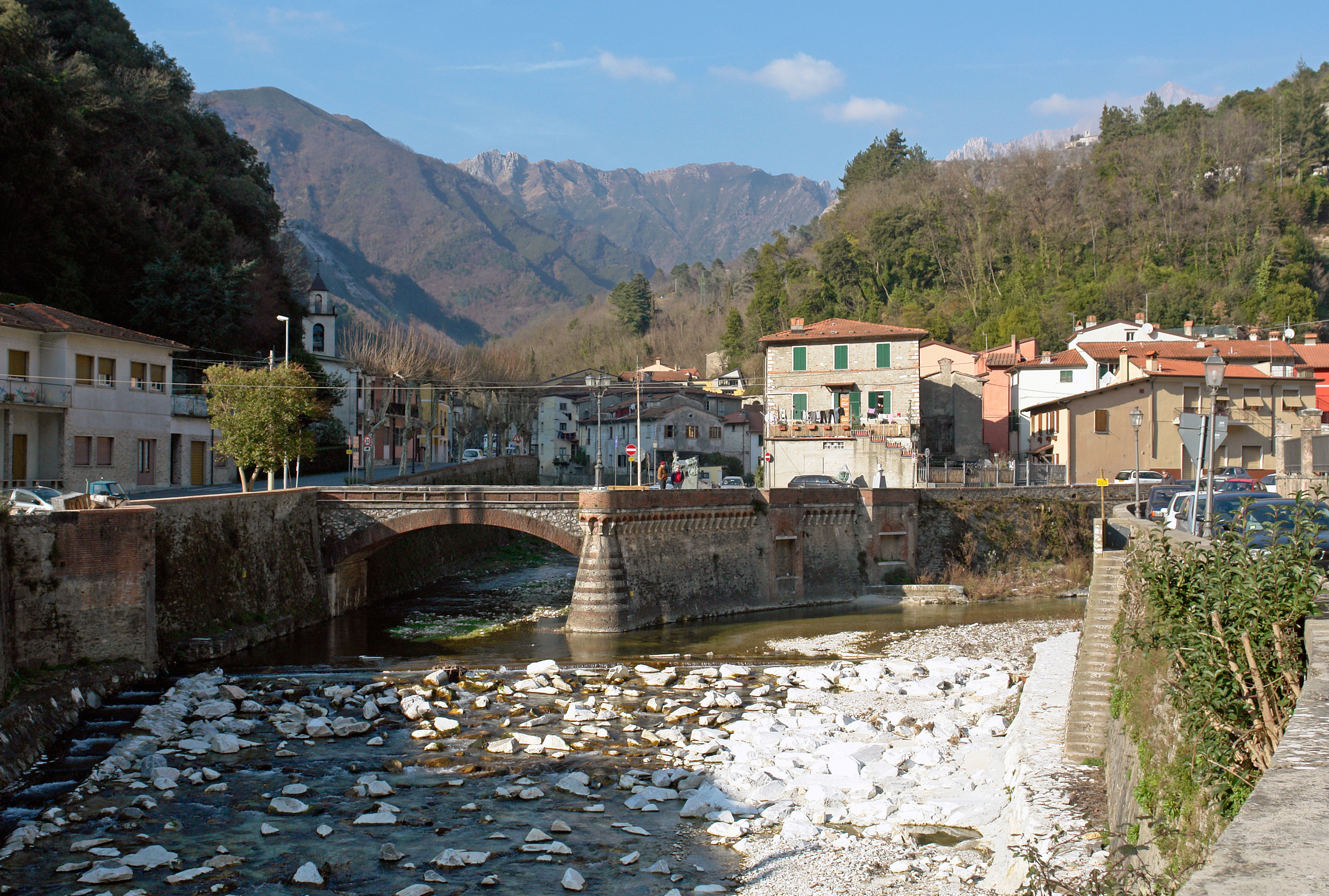
Seravezza, località "il puntone", dove i torrenti Serra e Vezza si uniscono per formare il fiume Versilia

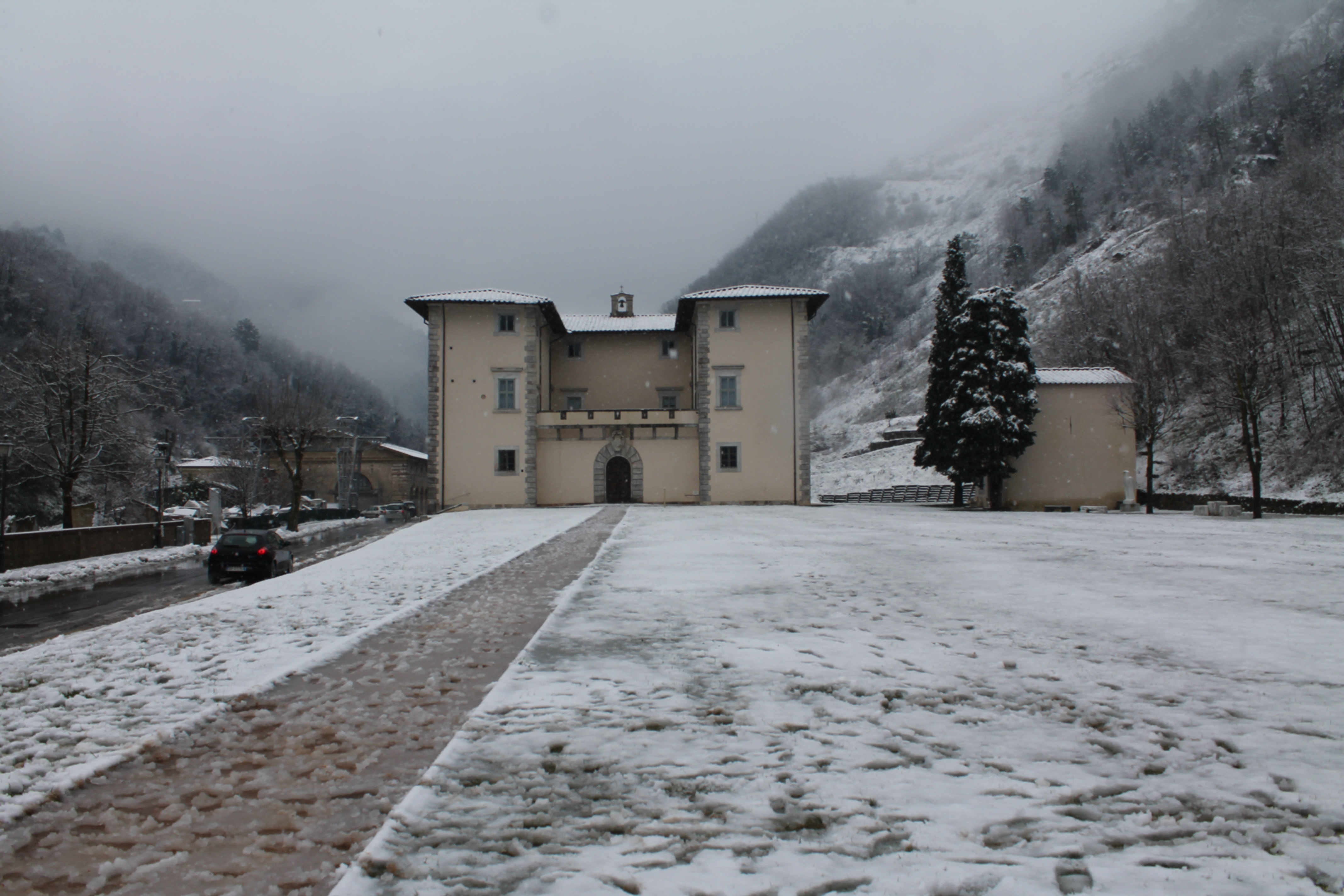
Palazzo Mediceo dopo la nevicata del 24 febbraio 2013

Abitanti censiti

#### Censimento Istat 2001
I dati del censimento ISTAT del 2001 riportano che: nel Comune risiedevano 12 706 abitanti, con una densità abitativa di 323 ab/km². Il 7% della popolazione aveva meno di 10 anni; il 21% aveva un'età compresa tra i 10 e i 29 anni; il 31% tra i 30 e i 49 anni; il 25% tra i 50 e i 69 anni; il 16% aveva più di 70 anni. I minorenni costituivano il 14% della popolazione, mentre l'età media era di 44 anni. Il 53% della popolazione era di sesso femminile.
Il 35% della popolazione era celibe o nubile; il 51% era coniugato; il 4% era separato o divorziato; il 10% era vedovo.
Il 10% degli abitanti di età compresa tra i 15 e i 52 anni non aveva portato a termine la scuola dell'obbligo. Il 26% degli abitanti con più di 19 anni era in possesso di un Diploma di scuola secondaria di secondo grado.

### Tradizioni e folclore
In Pozzi si svolge dal 1956 il Palio dei Micci: la prima domenica del mese di maggio otto contrade (Pozzo, Madonnina, Cervia, Quercia, Ranocchio, Leon D'Oro, Lucertola e Ponte) si sfidano in una corsa di asini (micci nel dialetto locale) guidati da fantini. La terza domenica di aprile si svolge nella parte bassa del comune la Stramicciata, una corsa da fare a piedi o con qualsiasi mezzo non motorizzato per le vie del comune.
Altra importante manifestazione del capoluogo, che si svolge ogni tre anni la sera del venerdì antecedente la Pasqua, è la "Processione del Gesù morto" dove il simulacro, composto da statue seicentesche, si muove tra le vie del paese illuminate da lumini a cera così come i due fiumi che attraversano il paese che sono costellati da migliaia di lumi che si riflettono sull'acqua.

## Cultura

### Eventi
Nel capoluogo comunale il 9 e il 10 agosto si svolge la festa del patrono, San Lorenzo, con il tradizionale falò alla confluenza dei fiumi Serra e Vezza. Il 19 marzo a Querceta si svolge la fiera di San Giuseppe; quella di San Rocco il 16 agosto a Pozzi e quella di San Luigi il 21 giugno a Ripa; quella di San Giovanni il 24 giugno a Riomagno.

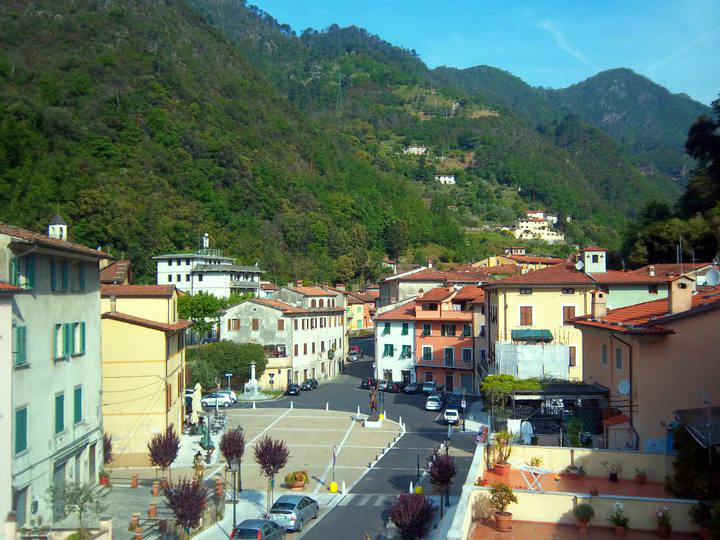
Piazza Carducci d'estate

## Geografia antropica

### Frazioni
Il territorio comunale è composto dal centro capoluogo di Seravezza e altre tredici frazioni:
- Azzano (329 abitanti)
- Basati (157 abitanti)
- Cerreta San Nicola (4 abitanti)
- Cerreta Sant'Antonio (78 abitanti)
- Corvaia (184 abitanti)
- Fabbiano (96 abitanti)
- Federigi (108 abitanti)
- Giustagnana (141 abitanti)
- Minazzana (120 abitanti)
- Pozzi (2 826 abitanti)
- Querceta (7 760 abitanti)
- Riomagno (226 abitanti)
- Ripa (2 500 abitanti)
- Ruosina (84 abitanti)

### Altre località del territorio
Altre località minori, riconosciute dallo statuto comunale, sono quelle di Argentiera, Borgo dei Terrinchesi, Cafaggio, Cappella, Frasso, Malbacco, Marzocchino, Monte di Ripa, Ponte di Tavole, Ranocchiaio, Valventosa, Zarra.
Si tratta di un errore grossolano, fu la frazione di Corvaia ad essere annessa a Montignoso, ma nel 1307. Dopo l'estinzione della famiglia dei nobili da Castello Aghinolfi, il loro feudo venne annesso alla Repubblica di Lucca e Lucca inviò un podestà a Montignoso. Il riferimento al 1847 riguarda l'abdicazione di Carlo Lodovico di Borbone, in base al trattato di Firenze il ducato di Lucca passo sotto il Granducato di Toscana. Montignoso, terra di Lucca fino a quel momento venne ceduto al ducato di Modena, nella stessa occasione venne annessa a Montignoso la piccola frazione di Cinquale, una piccola striscia di terra sulla riva sinistra della foce del Versilia, era però importante in quanto in quella striscia di terra sorgeva un fortino fatto edificare dai Medici nella seconda metà del 1500. Il forte, trasformato dai tedeschi in deposito di munizioni, fu fatto saltare durante la ritirata nella primavera del 1945.

## Amministrazione
Il comune fa parte della Unione dei comuni della Versilia ex Comunità Montana Alta Versilia.
Il comune fa parte dell'associazione degli Azzano d'Italia, undici fra comuni e frazioni che portano nel loro nome il termine Azzano e i cui cittadini si chiamano azzanesi: i comuni di Azzano d'Asti, Azzano Decimo, Azzano Mella, Azzano San Paolo, Castel d'Azzano e sei frazioni.
Di seguito è presentata una tabella relativa alle amministrazioni che si sono succedute in questo comune.
| Periodo          | Periodo          | Primo cittadino      | Partito                                         | Carica      | Note   |
| ---------------- | ---------------- | -------------------- | ----------------------------------------------- | ----------- | ------ |
| 3 ottobre 1985   | 5 luglio 1990    | Paolo Giannarelli    | Partito Socialista Italiano                     | Sindaco     | [ 13 ] |
| 27 luglio 1990   | 16 dicembre 1992 | Antonio Bartelletti  | Partito Socialista Italiano                     | Sindaco     | [ 13 ] |
| 16 dicembre 1992 | 7 giugno 1993    | Renato Franceschelli |                                                 | Comm. pref. | [ 13 ] |
| 7 giugno 1993    | 28 aprile 1997   | Lorenzo Alessandrini | Democrazia Cristiana                            | Sindaco     | [ 13 ] |
| 28 aprile 1997   | 14 maggio 2001   | Lorenzo Alessandrini | centro                                          | Sindaco     | [ 13 ] |
| 14 maggio 2001   | 30 maggio 2006   | Enrico Mazzucchi     | centro-sinistra                                 | Sindaco     | [ 13 ] |
| 30 maggio 2006   | 17 maggio 2011   | Ettore Neri          | centro-sinistra                                 | Sindaco     | [ 13 ] |
| 17 maggio 2011   | 5 giugno 2016    | Ettore Neri          | lista civica L'unione dei cittadini             | Sindaco     | [ 13 ] |
| 5 giugno 2016    | 4 ottobre 2021   | Riccardo Tarabella   | lista civica Cuore della Versilia               | Sindaco     | [ 13 ] |
| 4 ottobre 2021   | in carica        | Lorenzo Alessandrini | lista civica Lista Lorenzo Alessandrini sindaco | Sindaco     |        |

### Gemellaggi
- Calatorao

## Infrastrutture e trasporti

### Strade
Seravezza e le sue frazioni si snodano prevalentemente lungo la strada provinciale 9, che dalla zona pedemontana consente di salire la catena montuosa apuana e raggiungere la Garfagnana.

### Ferrovie
La stazione ferroviaria "Forte dei Marmi-Seravezza-Querceta", sulla linea Genova-Pisa, si trova al centro della frazione Querceta.
La stazione è servita dalle relazioni regionali Trenitalia svolte nell'ambito dei contratti di servizio stipulati con la Regione Toscana denominate anche "Memorario".

### Mobilità urbana
Il trasporto pubblico locale è garantito dalle autocorse gestite dalla società Autolinee Toscane.
Fra il 1916 ed il 1951 era presente una rete di tranvie a vapore a scartamento ridotto, le tranvie della Versilia, che collegavano Seravezza con Querceta, Forte dei Marmi, Pietrasanta, Pontestazzemese e Arni (località Culaccio) le quali seguivano il percorso dell'attuale strada provinciale 9.

## Sport

### Calcio
Squadra di calcio cittadina è il Seravezza Pozzi, nato dopo una fusione tra il Seravezza e il Pozzi nel '68. Nella stagione 2016-17 è stato promosso in Serie D, la quarta serie del campionato italiano, dove milita tuttora. Nella stagione 2024-2025 ha chiuso il campionato al 3° posto dietro solo Livorno e Foligno, e ha vinto i play-off del girone.